# Elliptisk integral
Inom integralkalkylen uppstod behovet av elliptiska integraler i samband med problemet att beräkna längden av en elliptisk båge. De studerades först av Giulio Fagnano och Leonhard Euler. Den moderna matematiken definierar en elliptisk integral som varje funktion  f som kan skrivas på formen
{\displaystyle f(x)=\int _{c}^{x}R\left(t,{\sqrt {P(t)}}\right)\,dt,}
där R är en rationell funktion med två argument, P är ett polynom av grad 3 eller 4 utan multipla rötter och c är en konstant.
Integraler av denna form, kan i allmänhet inte uttryckas med elementära funktioner. Undantag från denna regel förekommer när P har multipla rötter, eller när R(x,y) inte innehåller udda potenser av y.  Emellertid, med lämplig integrationsmetod, kan varje elliptisk integral överföras till en form innefattande integraler över rationella funktioner och de tre  kanoniska Legendreformerna (det vill säga, elliptiska integraler av första, andra och tredje slaget).
Historiskt sett upptäcktes elliptiska funktioner som inversa funktioner till elliptiska integraler.

## Fullständiga elliptiska integralen av första slaget
K definieras som
{\displaystyle K(k)=\int _{0}^{\pi /2}{\frac {d\theta }{\sqrt {1-k^{2}\sin ^{2}\theta }}}=\int _{0}^{1}{\frac {dt}{\sqrt {(1-t^{2})(1-k^{2}t^{2})}}},}
och kan skrivas med fullständiga elliptiska integralen av första slaget som
{\displaystyle K(k)=F({\tfrac {\pi }{2}},k)=F({\tfrac {\pi }{2}}\,|\,k^{2})=F(1;k).}
Den kan uttryckas som potensserien
{\displaystyle K(k)={\frac {\pi }{2}}\sum _{n=0}^{\infty }\left[{\frac {(2n)!}{2^{2n}(n!)^{2}}}\right]^{2}k^{2n}}
Med hjälp av Gauss hypergeometriska funktion kan den skrivas som
{\displaystyle K(k)={\tfrac {\pi }{2}}\,{}_{2}F_{1}\left({\tfrac {1}{2}},{\tfrac {1}{2}};1;k^{2}\right).}
Det effektivaste beräkningssättet är att utnyttja relationen till det aritmetisk-geometriska medelvärdet:
{\displaystyle K(k)={\frac {\pi /2}{\mathrm {agm} (1-k,1+k)}}.}

### Speciella värden
{\displaystyle K(0)={\tfrac {\pi }{2}}}
{\displaystyle K{\big (}{\tfrac {\sqrt {2}}{2}}{\big )}={\tfrac {1}{4{\sqrt {\pi }}}}\;\Gamma {\big (}{\tfrac {1}{4}}{\big )}^{2}}
{\displaystyle K{\big (}{\tfrac {1}{4}}({\sqrt {6}}-{\sqrt {2}}){\big )}=2^{-{\frac {7}{3}}}3^{\frac {1}{4}}\pi ^{-1}\Gamma {\big (}{\tfrac {1}{3}}{\big )}^{3}}
{\displaystyle K{\big (}{\tfrac {1}{4}}({\sqrt {6}}+{\sqrt {2}}){\big )}=2^{-{\frac {7}{3}}}3^{\frac {3}{4}}\pi ^{-1}\Gamma {\big (}{\tfrac {1}{3}}{\big )}^{3}}
{\displaystyle K\left(2\,{\sqrt {-4-3\,{\sqrt {2}}}}\right)={\frac {\left(2-{\sqrt {2}}\right)\pi ^{\frac {3}{2}}}{4\,\Gamma \left({\frac {3}{4}}\right)^{2}}}}

### Relation till Jacobis θ-funktion
Relationen till Jacobis tehtafunktion ges av 
{\displaystyle K(k)={\frac {\pi }{2}}\theta _{3}^{2}(q),}
där q ges av {\displaystyle q(k)=\exp \left(-\pi {\frac {K^{\prime }(k)}{K(k)}}\right).}

### Asymptotiska uttryck
{\displaystyle K(k)\approx {\frac {\pi }{2}}+{\frac {\pi }{8}}{\frac {k^{2}}{1-k^{2}}}-{\frac {\pi }{16}}{\frac {k^{4}}{1-k^{2}}}}

### Derivata och differentialekvation
{\displaystyle {\frac {\mathrm {d} K(k)}{\mathrm {d} k}}={\frac {E(k)}{k(1-k^{2})}}-{\frac {K(k)}{k}}}
{\displaystyle {\frac {\mathrm {d} }{\mathrm {d} k}}\left[k(1-k^{2}){\frac {\mathrm {d} K(k)}{\mathrm {d} k}}\right]=kK(k)}
En annan lösning ges av {\displaystyle K({\sqrt {1-k^{2}}}).}